# UBE2M
UBE2M (англ. Ubiquitin conjugating enzyme E2 M) – білок, який кодується однойменним геном, розташованим у людей на короткому плечі 19-ї хромосоми. Довжина поліпептидного ланцюга білка становить 183 амінокислот, а молекулярна маса — 20 900.
| 10         |  | 20         |  | 30         |  | 40         |  | 50         |
| ---------- |  | ---------- |  | ---------- |  | ---------- |  | ---------- |
| MIKLFSLKQQ |  | KKEEESAGGT |  | KGSSKKASAA |  | QLRIQKDINE |  | LNLPKTCDIS |
| FSDPDDLLNF |  | KLVICPDEGF |  | YKSGKFVFSF |  | KVGQGYPHDP |  | PKVKCETMVY |
| HPNIDLEGNV |  | CLNILREDWK |  | PVLTINSIIY |  | GLQYLFLEPN |  | PEDPLNKEAA |
| EVLQNNRRLF |  | EQNVQRSMRG |  | GYIGSTYFER |  | CLK        |  |            |

A: Аланін

C: Цистеїн

D: Аспарагінова кислота

E: Глутамінова кислота

F: Фенілаланін

G: Гліцин

H: Гістидин

I: Ізолейцин

K: Лізин

L: Лейцин

M: Метіонін

N: Аспарагін

P: Пролін

Q: Глутамін

R: Аргінін

S: Серин

T: Треонін

V: Валін

W: Триптофан

Кодований геном білок за функціями належить до лігаз, фосфопротеїнів. 
Задіяний у таких біологічних процесах, як убіквітинування білків, ацетилювання. 
Білок має сайт для зв'язування з АТФ, нуклеотидами. 